# Jacob Wittich

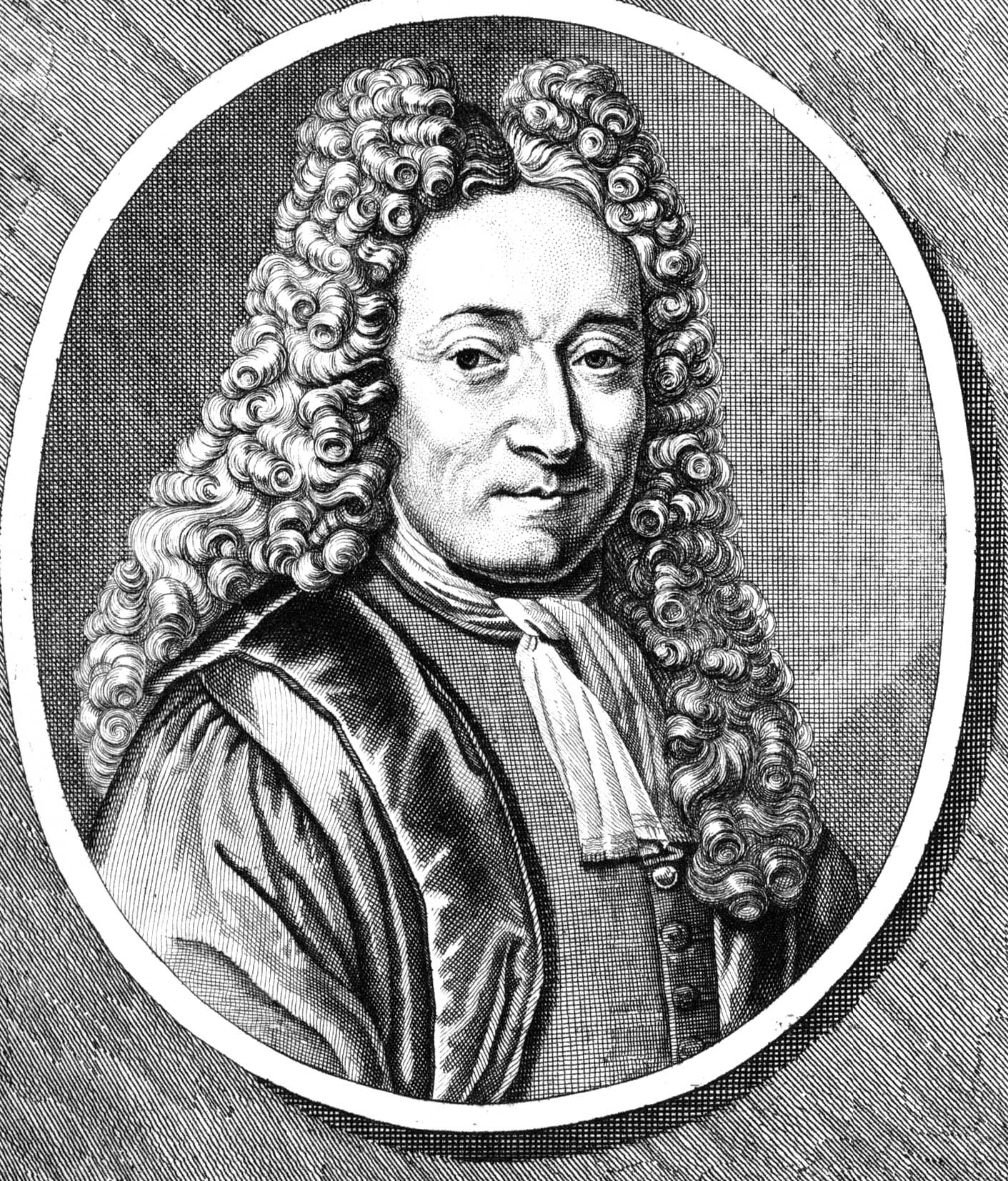
Jacob Wittich

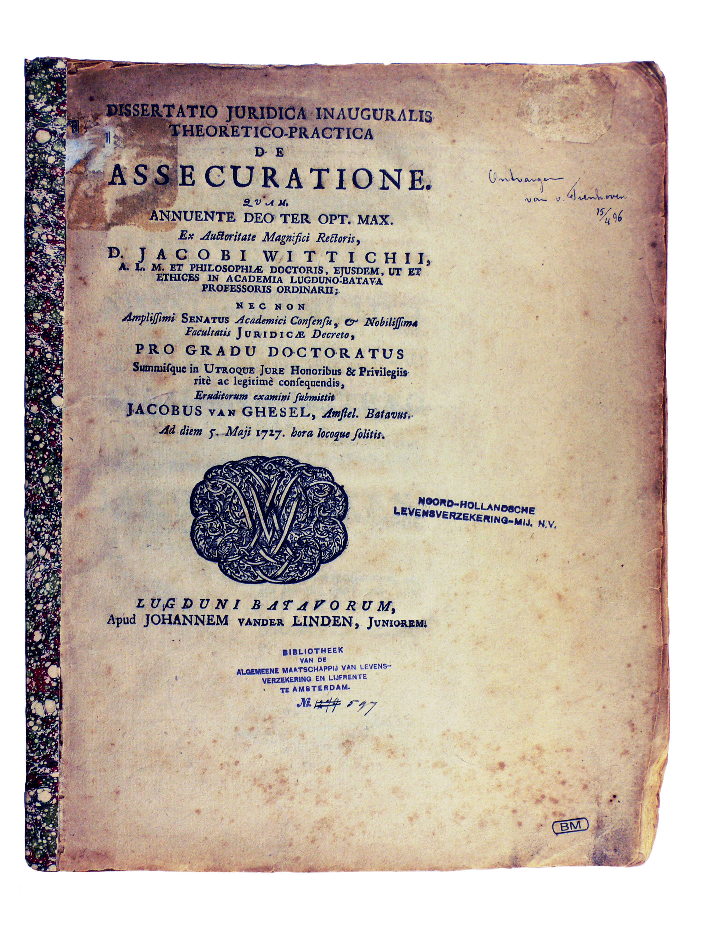
Dissertatio juridica, 1727.

Jacob Wittich (latinisiert: Jacobus Wittichius; * 11. Januar 1677 in Aachen; † 18. Oktober 1739 in Leiden) war ein deutscher Philosoph und Mathematiker.

## Leben
Jacob war der Sohn des einstigen Professors der Rechte sowie Rhetorik und Rektors (1652–1653) am Akademischen Gymnasium Duisburg Tobias Wittich. Sein Vater wurde später kurfürstlicher Rat und Agent in Aachen, wo Jacob das Licht der Welt erblickte. Später wurde sein Vater Resident des Kurfürsten von Brandenburg und soll 1689 in Nijmegen gestorben sein. Sein Vater war ein Bruder des Professors der Theologie an der Universität Leiden Christoph Wittich (1625–1687). Beide stammten aus einer Familie, welche ihre Wurzeln im lutherischen Glauben hatten. Jacobs Großvater Christoph Wittich erlebte im Dreißigjährigen Krieg, den Übergang der brandenburgisch-schlesischen Kirche zur reformierten Kirche und um möglichen Einschränkungen zu entgehen, schloss er sich dem reformierten Bekenntnis an. Seine Kinder fanden in den reformierten Bildungseinrichtungen ein aufstrebendes neues Bekenntnis vor, welches vom philosophisch natürlichen Denken René Descartes beeinflusst und von der Föderaltheologie des Johannes Coccejus geprägt war.
Diese Einflüsse wirkten auch auf Jacob Wittich, welcher am 21. September 1693 an der Universität Duisburg in den Matrikeln der Hochschule erfasst wurde. Im Folgejahr wechselte er an die Universität Harderwijk, wo er sich unter dem Rektor, einstigen Lehrer in Duisburg und Cartersianer Theodor van Graeff (-1701) am 7. September 1694 immatrikulierte, um ein Studium der Theologie zu absolvieren. In Harderwijk hatte er 1696 unter Johannes Meyer (1651–1725) die Abhandlung Disquisitionis theologicæ de vaticiniis Bileami ex Num. XXII. XXIII. XXIV. pars secunda (Harderwijk 1696) verteidigt. Am 20. September 1697 immatrikulierte er sich an der Universität Franeker, wo er unter anderem die Vorlesungen von Hermann Alexander Roëll besuchte. Weitere Studien betrieb er ab dem 21. Dezember 1702 an der Universität Leiden, wo er in Burchard de Volder einen prägenden Lehrer gefunden haben dürfte.
Zurückgekehrt nach Duisburg, erwarb er 1704 den akademischen Grad eines Doktors der Philosophie, wirkte dann als Dozent der Philosophie und Mathematik an der Hochschule und übernahm 1707 als Nachfolger von Adrian Ludolph Becker (1633–1704) die Professur der Philosophie und Mathematik daselbst.
1710 hatte er seinen Rücktritt von seiner Professur eingereicht, da der Senat der Universität seiner Cartesianischen Philosophie gegenüber tiefgehendes Unverständnis gegenüber gebracht hatte. Jedoch scheint er noch einige Zeit seinen Duisburger Lehrstuhl behalten zu haben. In Duisburg gab er 1711 sein Werk de natura Dei heraus und avancierte 1711/12 zum Rektor der Hochschule.
1717 kam er für die Besetzung des Lehrstuhls der mathematischen Wissenschaften an der Universität Groningen in Betracht. Jedoch geriet er hier in einen literarischen Streit über seine lateinische Dissertation die Natur Gottes (de natura Dei), in welcher er die Position der reformierten Orthodoxie hinterfragt hatte. Daraufhin hatte er sich Anthonius Driessen (1684–1748) gegenüber verdächtig gemacht, ein Anhänger Baruch de Spinoza zu sein. Obwohl sich Taco Hajo van den Honert für Wittich einsetzte, eskalierte der Streit über mehrere literarische Veröffentlichungen, der weitere reformiert-orthodoxe Theologen im Laufe der Zeit mit einbezog. Zu jenem Streit gehören seine Veröffentlichungen Responsionem ad Scrupulos (1718), Abstersio calummiarum, quibus ejus disputatio de natura Die non ita pridem inquinata fuit a Cl. Antonio Drissen (1718) und Wysgeerige Verhandeling van de nature Gods, welke Jacob Wittich, thans Phil. Doct. & Prof. Ord. Te Leiden, in den jare MDCCXI, te Duisberg uytgegeven en verdedigt heest. Synde deselve nu door den Aucteur in het nederduyts vertaalt mer anmerkingen, tot oplossing van des Heeren Driessen Beschuldigungen, verrykt, en voorsien met een Voorreden en Bywegsel, waarin tot en proevje eenige stukken worden bygebracht, tot ontdekking van des Heeren Drissens lasterlyke Wyse in het bekandeln van Goddelyke Saken (1719). Wittich bekam aufgrund dieses Streits nicht den Lehrstuhl in Groningen.
Vielmehr erging an ihn am 24. Juni 1718 ein Ruf als Professor der Philosophie an die Universität Leiden. Diese Aufgabe übernahm er am 19. September 1718 mit seiner Einführungsrede de celsitudine et evidentia in quibus illa philosophiae partibus inveniatur, in welcher er ebenfalls Drissens Meinung angriff. Nachdem, nach einigen Jahren, die Streitigkeiten beendet worden waren, er sich noch mit Disputatio metaphysica de cogitatione, ipsa mente (1719) hervorgetan hatte, übertrug man ihm am 26. September 1725 den Lehrstuhl der Ethik. Als Willem Jacob ’s Gravesande 1734 auf den Lehrstuhl der Philosophie gewechselt war, übernahm er am 12. Juli 1734 den Lehrstuhl für Mathematik und Astronomie, womit die Leitung der Sternwarte Leiden verbunden war. Aus diesem Anlass hatte er die Rede de infinito prout in eo Geometrae versantur gehalten. Zudem beteiligte er sich auch an den organisatorischen Aufgaben der Hochschule und war 1727/28 sowie 1735/36 Rektor der Alma Mater. Bei der Niederlegung beider Rektorrate hatte er die Reden de affectibus animi (1728) und de indignitate et inutilitate tormentorum in quaestionibus reorum (1736, 1738) abgehalten.